# Aleksandr Vasiljevitj Koltjak
Aleksandr Vasiljevitj Koltjak  (russisk: Алекса́ндр Васи́льевич Колча́к) (født 16. november 1874 i Aleksandrovskoje ved Sankt Petersborg, død 7. februar 1920 i Irkutsk, RSFSR, USSR) var en russisk militær admiral og politiker, polarforsker og videnskabsmand.
Koltjak havde kæmpet i den russisk-japanske krig og i 1. verdenskrig. Hans plads i historien skyldes dog hans ledende rolle i den russiske borgerkrig. Koltjak tog initiativ til oprettelse af den anti-bolsjevikiske Provisoriske alrussiske regering i Sibirien med hovedsæde i Omsk. Her fik han samlet Den Hvide Hær og han blev udnævnt som ” Ruslands Øverste Hersker” og ”Øverste chef for hæren og flåden”.
Koltjak blev til sidst taget til fange og udleveret till bolsjevikkerne, som fik ham henrettet ved skydning.

## Biografi

### Opvækstv
Koltjak blev født i Aleksandrovskoje ved Sankt Petersborg i 1874. Familien var af mindre adelig oprindelse, og kom fra Odessa. Hans far var pensioneret officer fra Marine Artilleriet og veteran fra Krimkrigen under Belejringen af Sevastopol (1854-55) og arbejdede som ingeniør på en fabrik for krigsmateriel.
Koltjak fik en maritim militær uddannelse, som han færdiggjorde på det Russiske Maritime Kadetkorps i 1894, hvorefter han blev indrulleret i den 7. flådebataljon. Fra 1895-1899 blev han overført til det fjerne østen og tjenestegjorde i Vladivostok.

### Polarfarer
Han vendte tilbage til det vestlige Rusland, stationeret i Kronstadt og deltog i de to russiske polarekspeditioner 1900-1903, den første under ledelse af baron Eduard von Toll på skonnerten ”Sarja”, hvor han virkede som hydrolog. Den anden for at lede efter Eduard von Toll, der sammen med to andre var forsvundet på den første ekspedition. Koltjak blev efter ekspeditionerne hædret med højeste anerkendelse fra det Russiske Geografiske Selskab.

### Denrussisk-japanske krig
Da Japan angreb Rusland i februar 1904, bad Koltjak om at blive overflyttet fra det videnskabelige akademi til flåden. Det skete samtidig med at han var på vej til Skt. Petersborg for at blive gift med sin forlovede, Sofja Fjodorovna Omirova. I stedet rejste hun sammen med sin fader og mødte Koltjak i Irkutsk, hvor de blev gift den 5. marts 1904. Den 9. marts rejste han til Ljujsjunkou (Port Arthur), hvortil han ankom den 18. marts 1904 og begyndte tjenesten som officer på krydseren Askold.
Senere fik han kommandoen over destroyeren ”Serdityj”, hvor han ved adskillige nattogter fik udlagt søminer. Koltjak modtog Skt. Anna ordenen af 4. grad for på denne måde at have sænket den japanske krydser ”Takasago”. Da blokaden af Port Arthur intensiveredes, fik Koltjak kommandoen over et af kystbatterierne.
Han blev såret og til sidst tilfangetaget og sendt til Nagasaki, hvor han blev i 4 måneder. På grund af dårligt helbred blev han sendt hjem til Rusland inden krigen sluttede. Ved hjemkomsten modtog han æresbevisningen ”St. Jørgens Gyldne Sværd” med inskription ”For tapperhed”.

### Tiden op mod1. verdenskrig
Tilbage i Skt. Petersborg i april 1905 blev Koltjak forfremmet til kommandørløjtnant og deltog i genopbygningen af Den Kejserlige Russiske Flåde, som næsten var blevet helt ødelagt under krigen. Fra 1906 tjenestegjorde han i flådens generalstab og hjalp med at udforme et skibsbygningsprogram, uddannelsesprogram samt udvikle nye forsvarsplaner for Skt. Petersborg og Finske Bugt.
Koltjak deltog også i udformningen af to isbrydere, der blev søsat i 1909 og 1910 og baseret i Vladivostok. Skibene, hvoraf Koltjak fik kommandoen over det ene, blev sendt på en geografisk ekspedition til Beringshavet og Kap Desjnjov. Samtidig arbejdede han på det Videnskabelige Akademi med materiale, han havde samlet på så sine ekspeditioner.
Hans fremstilling i monografien ”Isen i Karahavet og Sibiriske hav”, blev betragtet som et hovedværk om isen og dens bevægelser med havstrømmene. En ekstrakt af bogen blev i 1929 publiceret i en American Geographical Society udgivelse om Problems of Polar Research.
I 1910 vendte han tilbage til Flådens Generalstab og i 1912 blev han tilknyttet Den Russiske Østersøflåde.

### 1. verdenskrig
I juli 1914 umiddelbart før krigsudbruddet (1. august 1914), fik Koltjak tildelt opgaver for Østersøflådens hovedkvarter, under ledelse af den øverstkommanderende for Østersøflåden admiral Nikojaj von Essen. Opgaverne omfattede inspektion af flådeenheder, flådebaser, udvikling af forsvarsforanstaltninger samt udlægning af miner. Den 16. juli modtog staben besked om at Østersøflåden skulle mobiliseres med virkning fra midnat den 17. juli og under Koltjaks ledelse forberedte en gruppe officerer instruktioner for slaget. Man gik straks i gang med at udlægge miner som forsvarslinjer i Finske Bugt for at beskytte hovedstaden. Koltjak fik kommandoen over flådeenhederne i Rigabugten, hvor der ligeledes blev lagt miner.
Von Essen var ikke tilfreds med kun at udføre forsvarsmæssige opgaver. Han bad derfor Koltjak om at komme med planer, der kunne angribe fremrykningen fra de tyske flådebaser. I løbet af efteråret og vinteren 1914-15 foretog de russiske destroyere og krydsere natlige togter i Østersøen, hvor der blev udlagt linjer med søminer. Minelinjerne blev lagt ud under Koltjaks direkte kommando uden for havnebyerne Kiel og Danzig, og der blev også lagt en lang linje af søminer fra Bornholm mod øst.
Koltjak blev i 1916, som yngste mand med denne titel, udnævnt til Viceadmiral og fik overdraget kommandoen over Sortehavsflåden. Hans opgave var her at understøtte general Judenitj i kampene mod Det Osmanniske Rige. Han var også beskæftiget med at imødegå trsuslen fra u-både og planlægge en invasion af Bosporus, der dog aldrig blev gennemført. Koltjaks flåde fik især sænket de tyrkiske skibe til kultransport. Der var ikke jernbaneforbindelse mellem de tyrkiske kulminer i øst og Konstantinopel, hvorved de russiske angreb på kultransporterne forvoldte stort besvær for den osmanniske regering. Ved et kombineret hær- og flådeangreb i 1916, hjalp Sortehavssflåden den russiske hær med erobringen af den tyrkiske by Trebizond.
Der indtraf en bemærkelsesværdig katastrofe under Koltjaks lederskab, da den russiske dreadnought Imperatritsa Marija eksploderede i Sevastopols havn den 7. oktober 1916. En omfattende undersøgelse kunne imidlertid ikke fastslå, om årsagen til katastrofen var en ulykke eller skyldtes sabotage.

### Februarrevolutionen
Det politiske kaos efter Februarrevolutionen ramte Sortehavsflåden. Koltjak blev frataget kommandoen over flåden i juni og rejste til Petrograd. Ved ankomsten blev Koltjak inviteret til et møde med Den russiske provisoriske regering. Her forelagde han sit syn på de russiske væbnede styrkes tilstand og deres fuldstændige demoralisering. Han erklærede at den eneste måde at redde landet på, ville være at genetablere stram disciplin og genindføre dødsstraf i hæren og flåden.
På dette tidspunkt udtrykte mange organisationer og konservative aviser sig om Koltjak som en fremtidig diktator. Et antal nye og hemmelige organisationer var vokset frem i Petrograd med det formål at imødegå den bolsjevikiske bevægelse og for fjernelsen af ekstremistiske medlemmer af regeringen. Nogle af disse organisationer rettede henvendelse til Koltjak for at få ham til at påtage sig lederskabet.
Da disse konspiratoriske nyheder nåede den provisoriske regerings krigsminister Aleksandr Kerenskij, beordrede han Koltjak til omgående at rejse til Amerika. Koltjak modtog en invitation fra en deltager i en amerikansk delegation ledet af Elihu Root til at komme til USA og orientere den amerikanske flåde om den strategiske situation ved Bosporus. Sammen med adskillige officerer forlod Koltjak den 19. august 1917 Petrograd på vej mod Storbritannien og USA som halvofficielle militære observatører. På gennemrejsen i London blev Koltjak hjerteligt modtaget af den britiske flådes chef, Admiral John Jellicoe, der tilbød ham transport på en britisk krydser på vej til Halifax i Canada. Da Koltjak nåede frem viste det sig, at rejsen havde været overflødig, for i mellemtiden havde USA opgivet ideen med enhver selvstændig aktion mod Dardanellerne. Koltjak besøgte den amerikanske flåde og dets havne og besluttede sig for at vende tilbage til Rusland via Japan.

### Den Russiske Borgerkrig
Da den bolsjevikiske revolution fandt sted i november 1917, befandt Koltjak sig i Japan og derefter i Harbin i det nordøstlige Kina. Som støtte af den provisoriske regering tog han tilbage til Rusland gennem Vladivostok i 1918.
Koltjak støttede fuldt ud de allieredes kamp mod det Tyske Kejserrige og anså Ruslands umiddelbare tilbagetrækning som uværdig. Han tilbød at lade sig hverve af den Britiske Hær for at fortsætte kampen. Briterne var tilbøjelige til at acceptere Koltjaks tilbud og der var planer om at sende ham til Mesopotamien (nuværende Irak). I sidste ende besluttede det britiske udenrigsministerium, at Koltjak kunne gøre bedre gavn for de allierede, hvis han væltede Lenin og bolsjevikkerne, for på den måde at bringe Rusland tilbage i krigen på allieret side. Koltjak accepterede modvilligt de britiske forslag og vendte tilbage til Rusland. Han ankom til Manchuriet og blev leder for sikkerheden på den russisk ejede Kinesisk Østlige Jernbane. Han tager til Omsk i Sibirien for at lade sig indrullere i Den Frivillige Hær og her accepterer han at blive minister i den Provisoriske Regionale Regering (Vladivostok).
Den 5. november 1918 blev han udpeget til Krigs- og flådeminister i den Provisoriske alrussiske regering. Den 7. november begyndte Koltjak at tage fat på sine nye opgaver med sine første ordrer til at opbygge centrale ministerielle organer og en Generalstab. Næste dag tog Koltjak til fronten for ved selvsyn at gøre sig bekendt med hærens tilstand og dens ledere.
I november 1918 bliver denne upopulære regionale regering væltet ved et britisk sponseret coup d'etat. Da Koltjak vender tilbage til Omsk den 16. november bliver han kontaktet, men nægter at overtage magten. Den 18. november blev Det Socialrevolutionære Partis (SR) leder og medlemmer af regeringen arresteret af ataman Ivan Krasilnikov og nogle af hans tropper. Disse politikere blev udvist fra Sibirien og endte senere i Europa. De resterende regeringsmedlemmer mødtes og stemte for, at Koltjak skulle blive leder af regeringen og med nødretlige beføjelser. Koltjak fik titlen ”Ruslands Øverste Hersker” (Verkhovnyj Pravitel Rossii) og han udnævnte sig selv til Admiral. Samme dag udsendtes denne ”Ordre fra den Øverste Hersker til den russiske befolkning”:

”Den Provisoriske alrussiske regering er brudt sammen. Ministerrådet, der havde al magt, har overdraget den til mig, Admiral A. Koltjak. Efter at have påtaget mig at bære dette magtens kors under ekstremt vanskelige forhold i borgerkrigen og den fuldstændige forstyrrelse af statslivet, erklærer jeg:
- Jeg vil hverken gå reaktionsvejen eller den katastrofale sti af partistridigheder. Mit hovedmål er at skabe en kampklar hær, besejre bolsjevismen og etablere lov og orden, så folket frit kan vælge deres egen regeringsform og implementere de store ideer om frihed, der nu er proklameret over hele verden. Jeg opfordrer jer, borgere, til enhed, til bekæmpelse af bolsjevisme, arbejde og ofring. ”
Øverste Hersker, Admiral Koltjak,
18. november 1918, Omsk.

Et par dage senere den23. november udsendte Koltjak et manifest stilet til officerer og soldater i den russiske hær, med opfordring til at slutte op om hans nye hær. Her redegør han for, at det kun er den nye russiske hær og med militære midler, at man kan genoprette den fortabte stat og genvinde moderlandet, der er besat af den røde hær (der beskrives som tyske bolsjevikker og bestående af tyskere, ungarer, letter, estere, finner og endda kinesere styret af tyske officerer):

”… Vores hjemlands skæbne afhænger nu af jer, officerer og soldater. Jeg kender betydningen af liv og arbejde: vores hær er dårligt klædt med dårligt fodtøj, vanskeligt bespist, begrænset i våben og kampmidler. Men moderlandet kræver ufravigeligt alle de store ofre, de store lidelser; og den, der opgiver dem nu, er ikke søn af hjemlandet… ” Omsk

Samtidig betones det, at man ikke kæmper alene, men sammen med tjekkoslovakiske tropper og at man er allieret med General Denikins frivillige hær og andre løsrivelser i Nordkaukasus, britiske løsrivelser fra syd og nord i forsøget på at slå en jernring om bolsjevismen.
De venstreorienterede ledere fra SR partiet tog afstand fra Koltjak og krævede at han blev henrettet. Dette medførte et mindre oprør i Omsk den 22. december 1918, der hurtigt blev slået ned af kosakker og den Tjekkoslovakiske Legion,
som summarisk henrettede næsten 500 oprørere. Denne hændelse fik SR partiet til at indlede forhandlinger med bolsjevikkerne der betød, at SR partiets ”Folkets Armé” i januar 1919 blev en del af den Røde Hær.
Koltjak førte en politik, hvor han forfulgte revolutionære samt forskellige fraktioner af socialister. Hans regering udstedte den 3. december 1918 et dekret, hvor man justerede straffeloven fra 1903, således at man sidestillede den ”Øverste Herskers” status med den suveræne kejser (zaren) genindførte sanktioner, der var ændret af Den russiske provisoriske regering. Der var dødsstraf for mordforsøg mod den Øverste Hersker eller for forsøg på at tage magten fra ham eller hans regering. Fornærmelser i tale eller skrift skulle straffes med fængsel og bureaukratisk sabotage straffes med arbejdslejr i 15-20 år. Sagerne blev pådømt af militære distriktsdomstole eller de militære feltdomstole ved frontlinjen.
Der blev også iværksat en lovgivning (nr. 428) i foråret 1919, hvor man straffede ”individer, der anses som en trussel mod den offentlige orden på grund af deres tilknytning til den bolsjevikiske revolution: 5 års fængsel eller udvisning, hvis man var udenlandsk statsborger. Vendte man som eksileret tilbage, ville man få 4-8 i arbejdslejr.
Koltjak anerkendte den russiske statsgæld og tilbageleverede nationaliserede fabrikker og virksomheder til deres tidligere ejere, bevilgede koncessioner til udenlandske investorer, modarbejdede fagforeningerne, forfulgte marxister og opløste sovjetterne. Koltjaks landbrugspolitik ville genoprette privat ejerskab til jorden og i øvrigt genindføre de tidligere zaristiske love om ejendomsret.
Den 26. maj 1919 tilbød de Allieredes Øverste Krigsråd i Paris Koltjak ubegrænsede forsyninger af mad, våben, ammunition og andre forsyninger, men ikke diplomatisk anerkendelse, hvis han var villig til at imødekomme følgende krav:
- Indkalde den konstitutionelle forsamling, som Lenin havde opløst i januar 1918.
- Undlade at genindsætte adlen, det ”tidligere system på landet” og ”ikke gøre forsøg på at genindføre det styre, som revolutionen havde ødelagt”, dvs. genindføre monarkiet.
- Anerkende Polens og Finlands suverænitet.
- Acceptere allieredes mægling omkring relationerne til de baltiske lande og Kaukasus.
- Indtræde i Folkeforbundet.
- Betale Ruslands gæld.[11]

Den polsk-amerikanske historiker Richard Pipes skriver, at selvom de allierede ønskede en konstitutionel forsamling til at beslutte Ruslands fremtid, havde de på forhånd i deres betingelser anført, at monarkiet ikke skulle genindføres, selvom dette burde være den konstitutionelle forsamlings beslutning. Fordi Koltjak var helt afhængig af forsyningerne fra Storbritannien, måtte han acceptere næsten alle betingelser. Briterne havde i perioden oktober 1918 - oktober 1919 sendt ca. 600.000 rifler, 6.831 maskingeværer og omkring 200.000 uniformer. I et telegram til Paris sendt 4. juni 1919 accepterer Koltjak alle betingelser, bortset fra spørgsmålet om Finland, som han kun anerkender de facto og ikke de jure, fordi dette vil han overlade til den konstitutionelle forsamling. Da de allierede især var modstandere af huset Romanovs tilbagevenden, erklærede Koltjak eftertrykkeligt at: ”der kan ikke ske en tilbagevenden til det styre, der fandtes i Rusland før februar 1917”.
Den britiske krigsminister Winston Churchill forsøgte ivrigt at presse på for en britisk anerkendelse af Koltjaks styre, men premierminister David Lloyd George ville kun gøre det, hvis også De Forenede Stater ville gøre det. Den amerikanske præsident Woodrow Wilson var stærkt fjendtlig overfor Koltjak, han tvivlede åbent på hans ord og var imod diplomatisk anerkendelse. Wilsons vigtigste rådgiver om Rusland var nemlig Aleksandr Kerenskij, den tidligere leder af den Provisoriske regering. Kerenskij fortalte Wilson, at Koltjak var en ”reaktionær” der ville ”indføre et regime næppe mindre blodigt og undertrykkende end bolsjevikkernes”.
Selvom de amerikanske tropper i Sibirien samarbejdede med Koltjak var det tydeligt, at Koltjak ikke var den person, som USA ville understøtte som den næste leder af Rusland. Den amerikanske tilstedeværelse i Sibirien skyldes primært ønsket om at forhindre Japan i at annektere de fjernøstlige områder, som de havde besat, snarere end at yde hjælp til de Hvide.

I den Store Sovjetiske Encyklopædi anslås det (uden angivelse af kilder), at mere end 25.000 mennesker blev skudt eller tortureret alene i Jekaterinburg.
I marts 1919 befalede Koltjak en af sine egne generaler at ”følge japanernes eksempel, som i Amur havde udryddet den lokale befolkning. ." I avisen “Sovjetskaya Rossiya”, udgivet af den Russiske Sovjetregerings kontor (uofficielle ambasade i USA) stiftet af Ludwig Martens, blev det mensjevikiske organ ”Vsegda Perjod” (altid fremad) hævdet, at Koltjaks mænd benyttede masse piskning og jævnede hele byer til grunden med artilleriild. 4000 bønder var angiveligt blevet ofre for felt domstole og straffeekspeditioner, og alle oprørers boliger blev brændt ned. .
I et uddrag af en ordre fra styret i Jenisejsk amtet i Irkutsk provinsen, sagde general S. Rosanov:

” I de byer hvor tropperne møder en bevæbnet befolkning, skal byerne brændes af og uden undtagelse skal den voksne mandlige befolkning skydes.
Hvis der er taget gidsler i tilfælde af modstand mod styrets tropper, skal gidslerne skydes uden nåde. ”

Der var en fremtrædende undergrundsmodstand i de regioner, som Koltjaks styre kontrollerede. Disse partisaner var særligt stærke i provinserne Altaj kraj og Jenisejsk. I sommeren 1919 sluttede partisanerne i Altaj-regionen sig sammen med Vestlige Sibirske bønders Røde hær (25.000 mand). Tasejev Sovjet Partisan Republik blev oprettet i den syd-østlige del af Jenisejsk tidligt i 1919, Koltjaks bagerste dele var ved at falde fra hinanden. Omkring 100.000 sibirske partisaner overtog store regioner far Koltjak endnu inden de havde nået frem til den Røde Hær. I februar 1920 tog 20.000 kontrol over Amur region.
Den britiske historiker Edward Hallett Carr skrev:

“Det er ikke længere muligt for ethvert fornuftigt menneske at anse kampagnerne fra Koltjak, Judenitj, Denikin og Wrangel som andet end tragiske brølere af kolossale dimensioner. ”

På den anden side skrev en tidligere stabschef for admiral Koltjak:

”De (Koltjak, Kornilov, Denikin og Wrangel) var de første af alle patrioter med en dyb kærlighed til deres land og arbejdede for dets frelse uden hensyntagen til egen fremgang. Politiske intriger var fremmede for dem og de var parate til at arbejde sammen med mænd fra ethvert politisk parti, så længe disse mænd var oprigtige i deres bestræbelser for et frit Rusland… og gøre det muligt efter afslutningen af krigen, for en national forsamling, valgt af folket, at bestemme karakteren af det fremtidige styre for Rusland. ”

### Ruslands Øverste Hersker
I starten havde de Hvide styrker under hans ledelse nogen fremgang. Koltjak var uvant med kampe på jorden og overlod størstedelen af den strategiske planlægning til D.A. Lebedev, Paul J. Bubnar, og hans stab. Den nordlige hær under ledelse af russeren Anatolij Pepeljajev og tjekken Rudolf Gajda erobrede Perm i slutningen af december 1918 og efter et ophold spredte tropperne sig ud fra denne strategiske base. Planen gik ud på at foretage tre fremrykninger – Gajda skulle tage Arkhangelsk, Khansin Ufa og Kosakkerne under Aleksandr Dutov skulle erobre Samara and Saratov.
De Hvide styrker overtog Ufa i marts 1919 og derfra tog de Kasan og rykkede frem mod Samara fra floden Volga. Antikommunistiske oprør i Simbirsk, Kasan, Kirov og Samara hjalp med i deres bestræbelser. Den nyligt oprettede Røde Hær viste sig uvillig til at kæmpe, og trak sig i stedet tilbage og tillod de Hvide at rykke frem til en linje der strakte sig fra Glasov gennem Orenburg til Uralsk. Koltjaks territorium strakte sig over 300.000 km² med en befolkning på omkring 7 millioner. I april besluttede de forskrækkede bolsjevikker i den Alrussiske Centrale Eksekutivkomite at kampen for at nedkæmpe Koltjak skulle have top prioritet. Men i takt med forårets tøvejr, smuldrede Koltjaks position – hans arméer var kommet for langt væk fra hans forsyningslinjer, de var udmattede, og den Røde Hær sendte nye friske tropper ind i området.
Koltjak havde også vakt modvilje hos mulige allierede, herunder hos den Tjekkoslovakiske Legion og den polske 5. Riffeldivision. De trak sig tilbage fra konflikten i oktober 1918, men bevarede tilstedeværelsen. Deres udenrigsrådgiver, Maurice Janin, anså Koltjak for briternes redskab, hvor han selv var for SR. Koltjak kunne heller ikke regne med japanernes hjælp, fordi de mente han ville blande sig i deres besættelse af det fjernøstlige Rusland og de nægtede ham hjælp. De oprettede en bufferstat øst for Bajkalsøen under Kosakkernes kontrol. De omkring 7.000 amerikanske tropper i Sibirien var helt neutrale i forhold til ”indre russiske anliggender” og var alene til stede for at sikre driften af Den transsibiriske jernbane i fjernøsten. Den amerikanske kommandør, general William S. Graves, kunne personligt ikke lide Koltjaks styre, som han anså for monarkistisk og autokratisk; en opfattelse der blev delt af præsident Woodrow Wilson.

### Nederlag og død
Da de Røde tropper lykkedes med at reorganisere sig og i 1919 begyndte at angribe Koltjak, mistede han hurtigt terræn. De rødes modangreb begyndte i slutningen af april 1919 mod centret af den hvide linje, rettet mod Ufa. Kampene var voldsomme og i modsætning til tidligere kæmpede begge parter hårdt. Ufa blev taget af den Røde Hær den 9. juni senere på måneden brød de Røde under ledelse af Mikhail Tukhatjevskij gennem Ural. Fri af bjergenes geografiske begrænsninger avancerede de Røde hurtigt og indtog Tjeljabinsk den 25. juli. Dette tvang de Hvide til at falde tilbage mod nord og syd, for at undgå at blive isolerede.
De Hvide genetablerede en linje langs floderne Tobol og Isjim for midlertidig at holde de Røde tilbage. De holdt linjen frem til oktober 1919, men med det konstante tab af døde og sårede var mere end de Hvide formåede at erstatte. Med forstærkninger brød de Røde igennem over Tobol og fra midten af oktober og inden november faldt de Hvide styrker tilbage mod Omsk som en uorganiseret masse. På dette tidspunkt blev de Røde styrker tilstrækkelig sikre til at begynde en omplacere deres styrker til at gå mod syd for at konfrontere Anton Denikin.
Koltjak blev også truet fra andre sider. Lokale modstandere begyndte at agitere og den internationale var støtte var vigende, selv briterne begyndte at vende sig mere mod Denikin. Gajda var afskediget fra sin kommando over den nordlige hær og iscenesatte et mislykket kup i midten af november. Omsk blev evakueret den 14. november og den Røde Hær indtog byen uden nogen alvorlig modstand, erobrede store mængder ammunition, næsten 50.000 soldater og ti generaler. Da der var en vedvarende strøm af flygtninge mod øst, blev tyfus et alvorligt problem
Koltjak havde rejst fra Omsk den 13. november mod Irkutsk langs den transsibiriske jernbane. Da han rejste på et stykke af banen, der var kontrolleret af tjekkoslovakkerne, blev han kørt ind på et sidespor og stoppet; inden december havde hans tog kun nået til Nizjneudinsk. I slutningen af december kom Irkutsk under kontrol af en venstreorienteret gruppe (herunder folk fra SR og mensjevikkerne), som havde dannet ”Politisk centrum” med det formål, at fjerne Koltjak fra magten. En af deres første handlinger var at afskedige Koltjak. Da Koltjak hørte dette den 4. januar 1920, meddelte han sin tilbagetrækning og overdrog sit kontor til Denikin. Kontrollen over sine resterende tropper blev givet til ataman G. M. Semjonov. Overførslen af magt til Semjonov viste sig at være et særdeles dårligt valg.
Koltjak blev så af tjekkoslovakkerne lovet sikker passage til den britiske militære mission i Irkutsk. I stedet blev han udleveret til de venstreorienterede SR autoriteter i Irkutsk den 14. januar 1920. Den 20. januar overgav styret i Irkutsk magten til en bolsjevikisk militærkomite. Den Hvide hær under ledelse af general Vladimir Kappel rykkede frem mod Irkutsk mens Koltjak blev afhørt af en kommission bestående af fem mænd der repræsenterede den Revolutionære Komite (REVKOM) i ni dage i perioden mellem 21. januar og 6. februar. På trods af en kontraordre fra Moskva, blev Koltjak og hans premierminister Viktor Pepeljajev dømt til døden.
Begge fanger blev stillet foran en henrettelsespeloton tidligt om morgenen den 7. februar 1920. Ifølge et øjenvidne var Koltjak helt rolig og ikke bange, ”som en englænder”. Admiralen spurgte kommandøren for skytterne: ”Vil De være venlig at sørge for at sende en besked til min kone i Paris og sige, at jeg velsigner min søn.” Kommandøren svarede: ”Det vil jeg sørge for, medmindre jeg glemmer det.
En præst fra Den russisk-ortodokse kirke gav de sidste ritualer til begge mænd. Pelotonen affyrede deres skud og begge mænd faldt om. Ligene blev sparket og skubbet nede ad en skrænt og dumpet ned under isen af den frosne Angara flod. Ligene blev aldrig fundet. . Da den Hvide hær hørte om henrettelserne, besluttede de tilbageværende ledere at trække sig tilbage videre østover. Den Store sibiriske ismarch fulgte. Den Røde Hær gik først ind i Irkutsk den 7. marts 1920, og først på dette tidspunkt blev nyheden om Koltjaks død meddelt officielt.

## Eftermæle
I dag er Koltjak fortsat en omtvistet person I Rusland. Der er opkaldt en ø efter ham, ligesom der nogle steder er rejst statuer og mindesmærker.

## I kulturen
Den russiske film Admiralen fra 2008 instrueret af Andrej Kravtjuk portrætterer Koltjak som en tragisk helt med dyb kærlighed til sit land.